# Остра-Гура (Підляське воєводство)
Остра-Гура (пол. Ostra Góra) — село в Польщі, у гміні Корицин Сокульського повіту Підляського воєводства.
Населення — 166 осіб (2011).
У 1975-1998 роках село належало до Білостоцького воєводства.

## Демографія
Демографічна структура станом на 31 березня 2011 року:
|          | Загалом | Допрацездатний вік | Працездатний вік | Постпрацездатний вік |
| -------- | ------- | ------------------ | ---------------- | -------------------- |
| Чоловіки | 72      | 13                 | 51               | 8                    |
| Жінки    | 94      | 14                 | 42               | 38                   |
| Разом    | 166     | 27                 | 93               | 46                   |